# レ・ティ・トゥエット・マイ
- レーチイ・トウエツ・マイ

レ・ティ・トゥエット・マイ（Lê Thị Tuyết Mai）は、ベトナムの外交官。ベトナム外務省入省法務・条約局長を経て、在ジュネーブ国際機関政府代表部特命全権大使。

## 経歴
ハノイ生まれ。1988年ベトナム外交アカデミー卒業。1988年から1989年までキーウ大学でロシア語を学んだ。1991年ベトナム外務省入省。横浜国立大学で国際経済法を専攻して修士号取得後、2000年横浜国立大学大学院大学院国際社会科学研究科博士後期課程修了、博士（学術）。
2013年から2016年まで駐ノルウェー特命全権大使を務め、2017年から2020年まで外務省法務・条約局長を務めた。2020年に国際連合ジュネーブ事務局及び在ジュネーブ国際機関ベトナム社会主義共和国政府代表部特命全権大使・常駐代表に任命された。2021年国際連合貿易開発会議政府間専門家グループ副議長。